# Kaiser Darrin

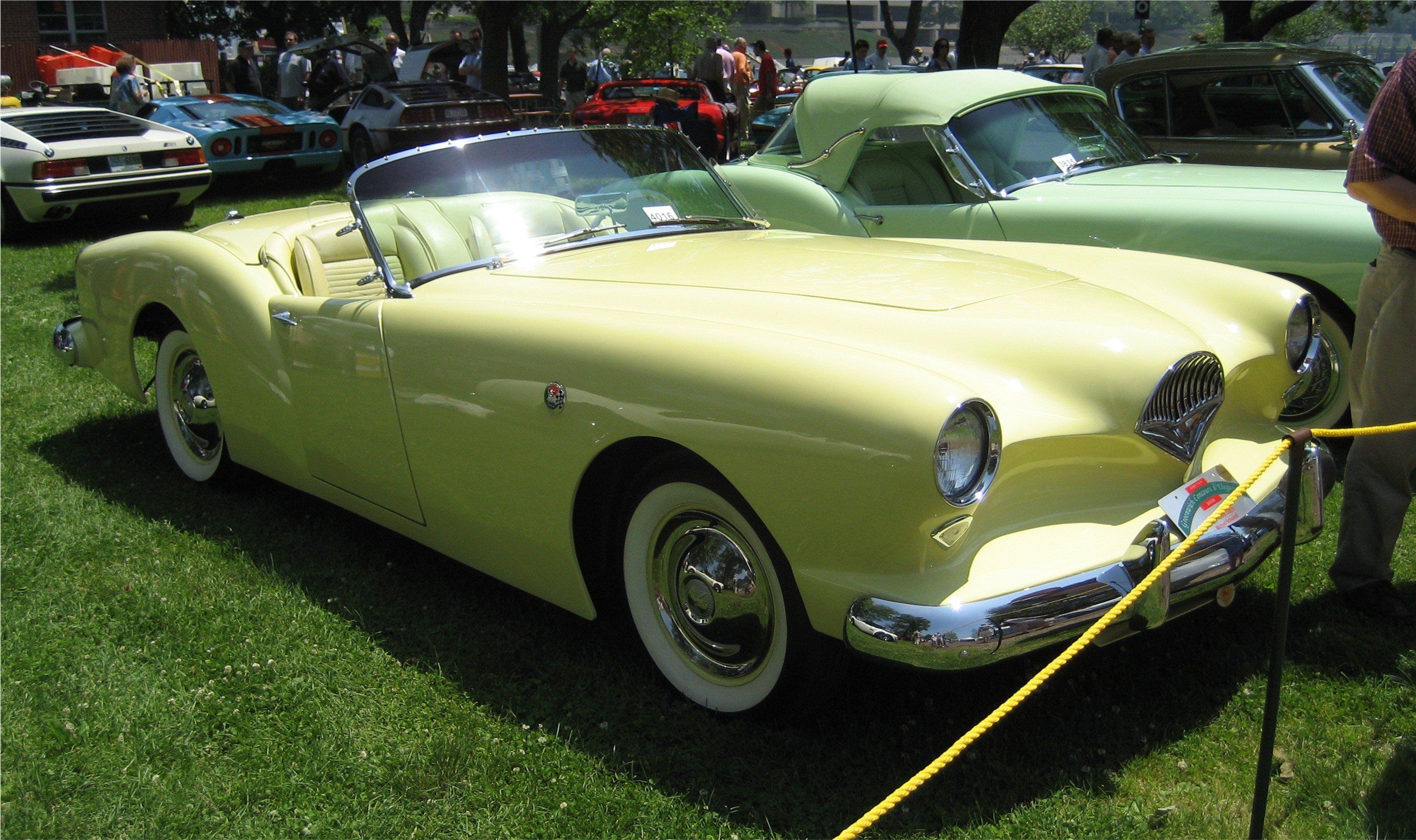
Kaiser Darrin 1954.

Kaiser Darrin var en sportbilsmodell från den amerikanska biltillverkaren Kaiser Motors, som tillverkades i 435 exemplar under sitt första år 1954. 
Bilmodellen var den första fabriksproducerade bilen med glasfiberkaross under 1950-talet.
Tidigare hade enbart så kallade Kit-car glasfiber karosser sålts.
Bilen släpptes på marknaden en månad innan Corvetten kom ut på marknaden.
Dörrarna skjuts framåt in i framskärmarna när de öppnas.
Idag är dessa bilar dyra samlarobjekt.
Kaiser-Darrin designades av Howard A. “Dutch” Darrin och Bill Tritt. Darrin ritade också Kaiser-bilar. Bilen byggdes på ett Henry J-chassi.
När Kaiser gick i konkurs 1955 övertog Howard A. “Dutch” Darrin cirka 100 bilar som ej blivit sålda och såg till att byta ut sidventils sexorna mot Cadillac v8or.